# اقتصاد قبرس

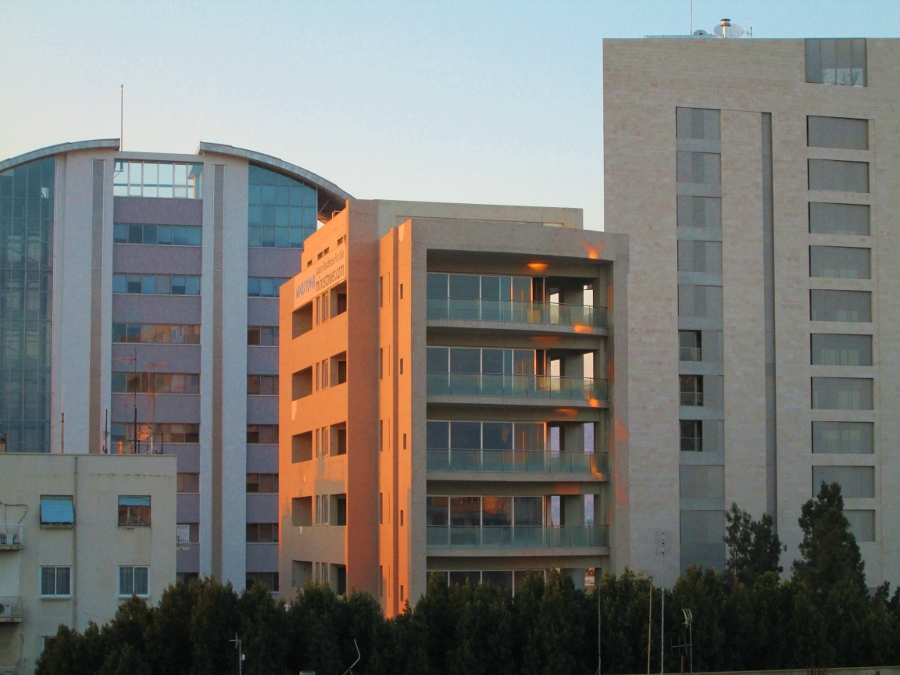
توسعه اقتصادی قبرس

بانک جهانی اقتصاد قبرس را جزو اقتصادهای پردرآمد طبقه‌بندی کرده‌است.صندوق بین‌المللی پول نیز در سال ۲۰۰۱ میلادی آن را یکی از کشورهای توسعه یافته محسوب کرده‌است.